# Joan Gili i Pons
Joan Gili i Pons   (1 d'agost de 1906 - 12 de gener de 1965) fou un pilot de motociclisme català, quatre vegades campió d'Espanya de velocitat en la categoria de 350cc entre 1935 i 1947. Gili fou vocal de la primera junta directiva de l'Associació de Corredors Motociclistes de Catalunya (ACMC), el 1932.
Altres èxits de la seva carrera varen ser el segon lloc als Campionats Motociclistes de Catalunya organitzats per l'ACMC i el cinquè al I Gran Premi de Barcelona, el 1933; el 1934 guanyà el Trofeu Francesc Macià i repetí el segon lloc en els Campionats de l'ACMC; el 1936 fou tercer del IV Gran Premi Internacional de Barcelona en la categoria de 250cc i cinquè de la prova de sidecars de 500 cc (aquell any guanyà la Cursa Socorro Rojo Internacional en 350cc); el 1945 guanyà el Premi Montjuïc i el 1946 quedà segon en el V Gran Premi Internacional de Barcelona.

## Galeria d'imatges

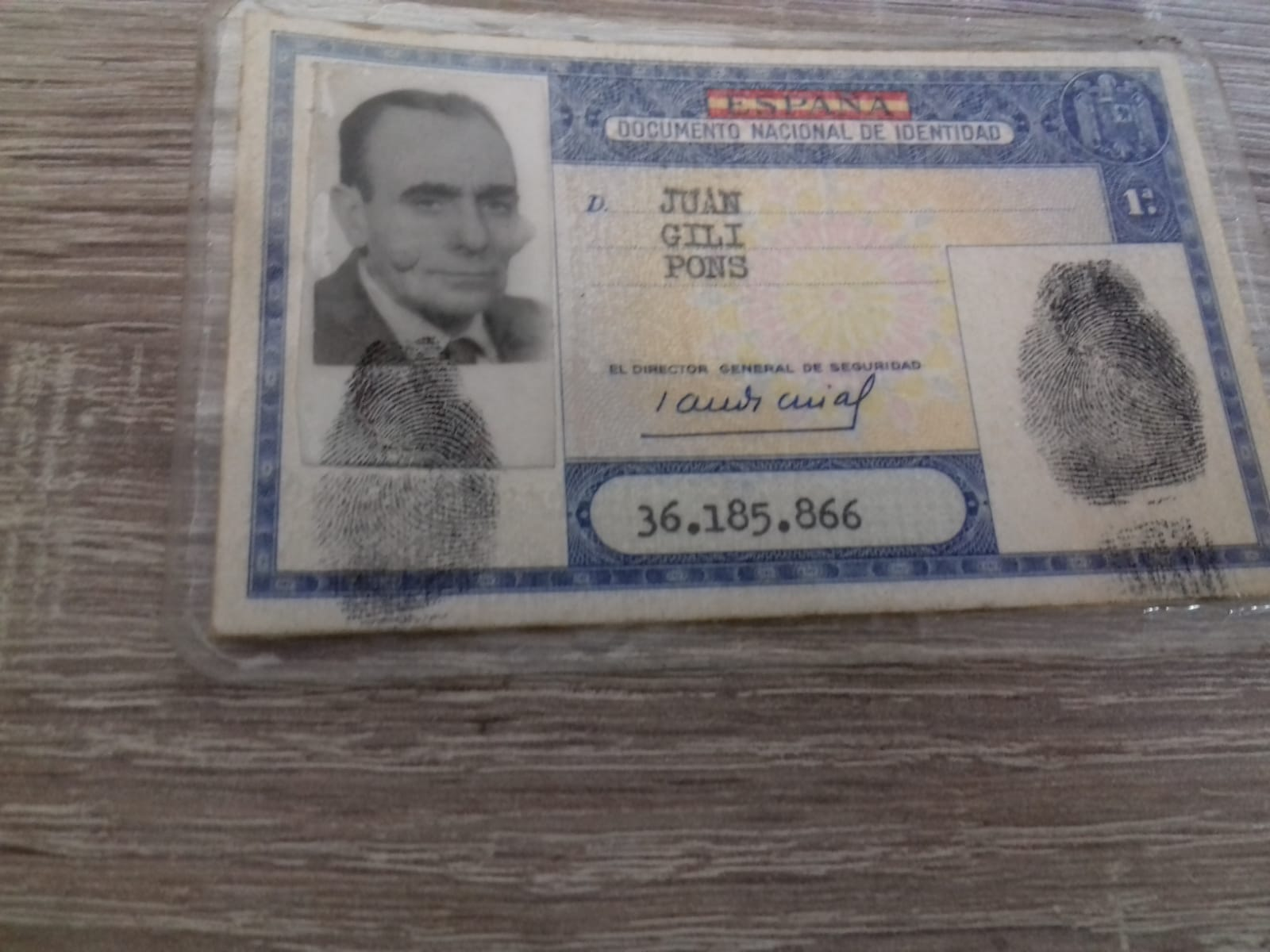
DNI de Joan Gili
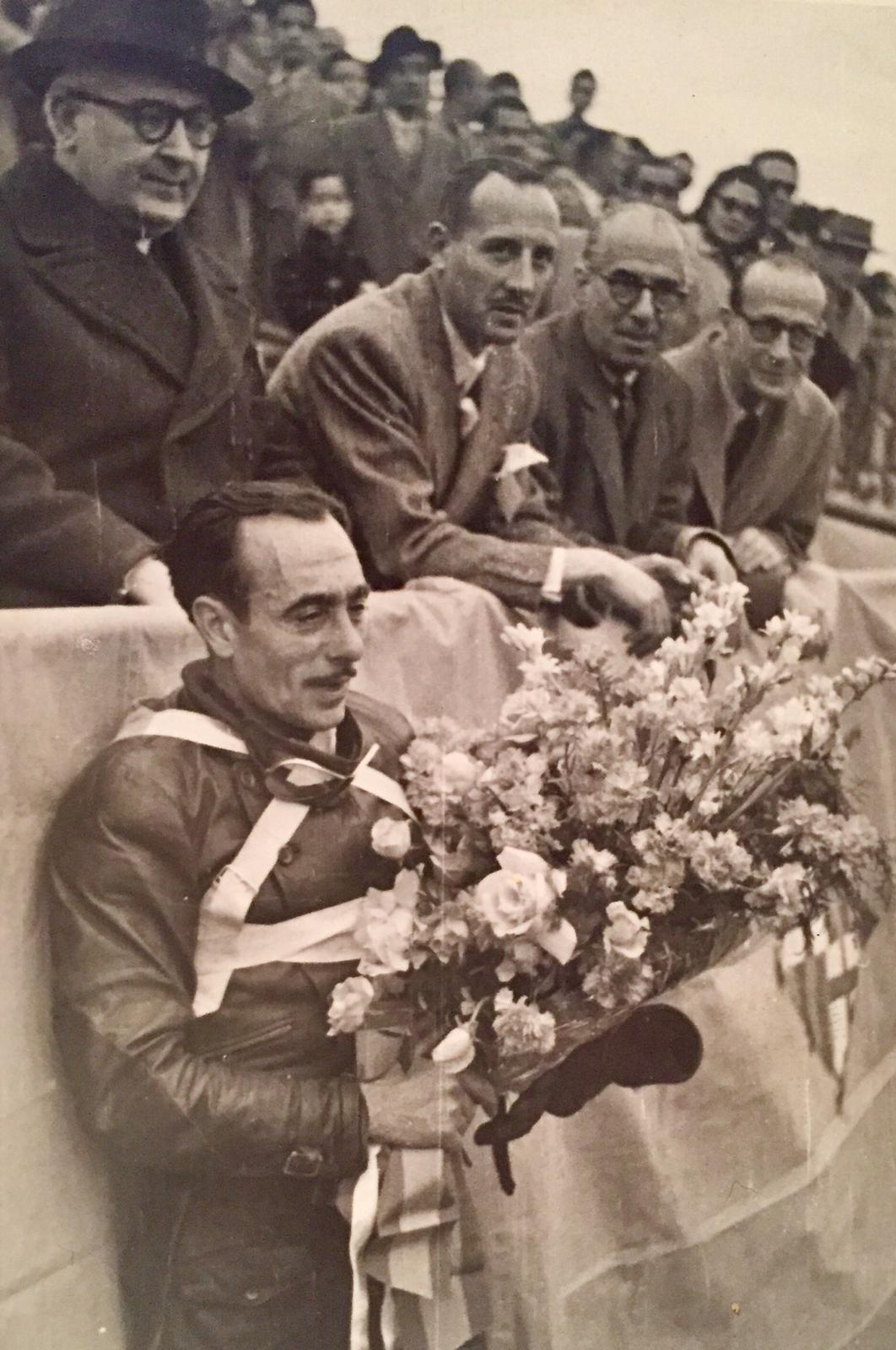
Gili en un podi a Barcelona
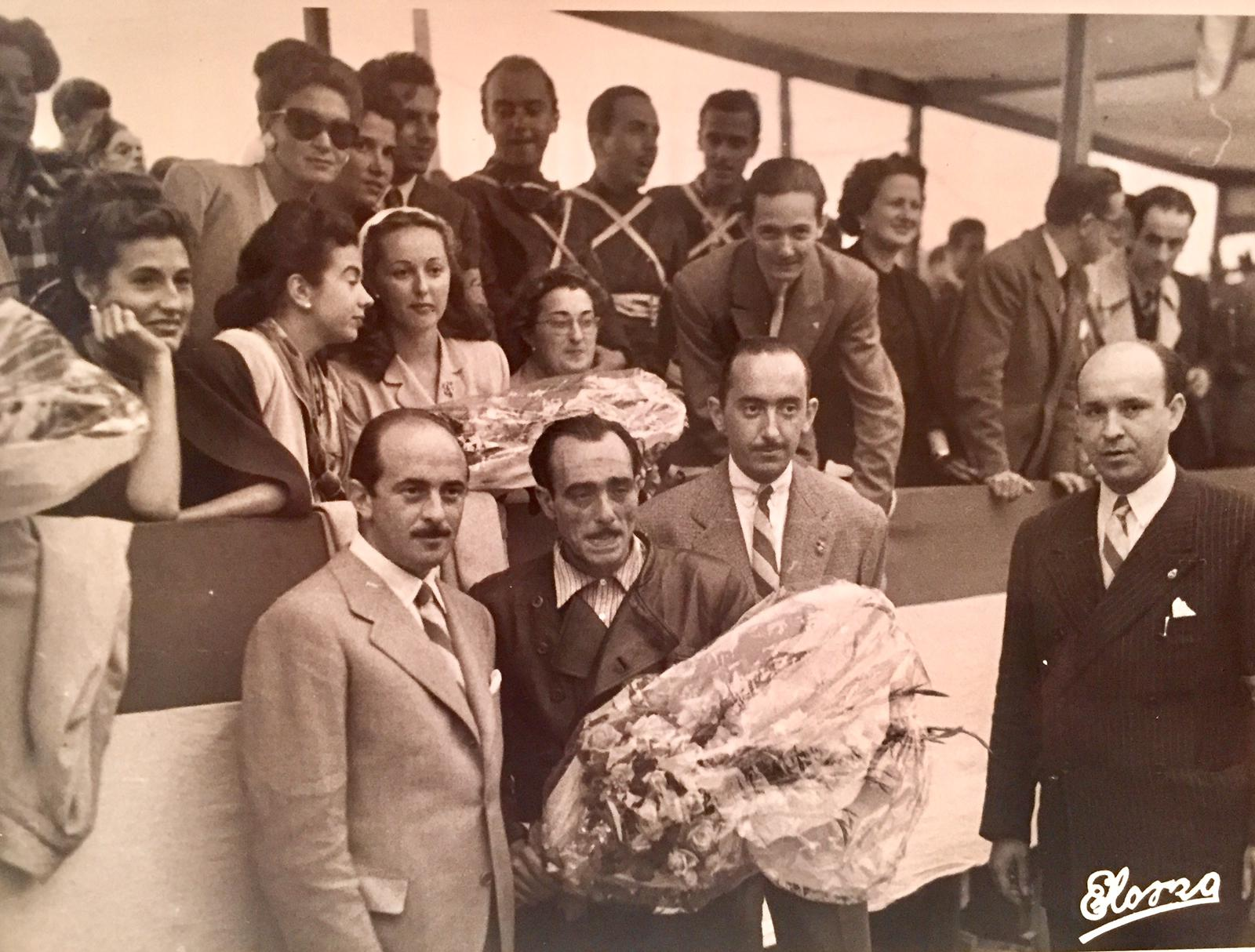
Joan Gili homenatjat després d'una cursa
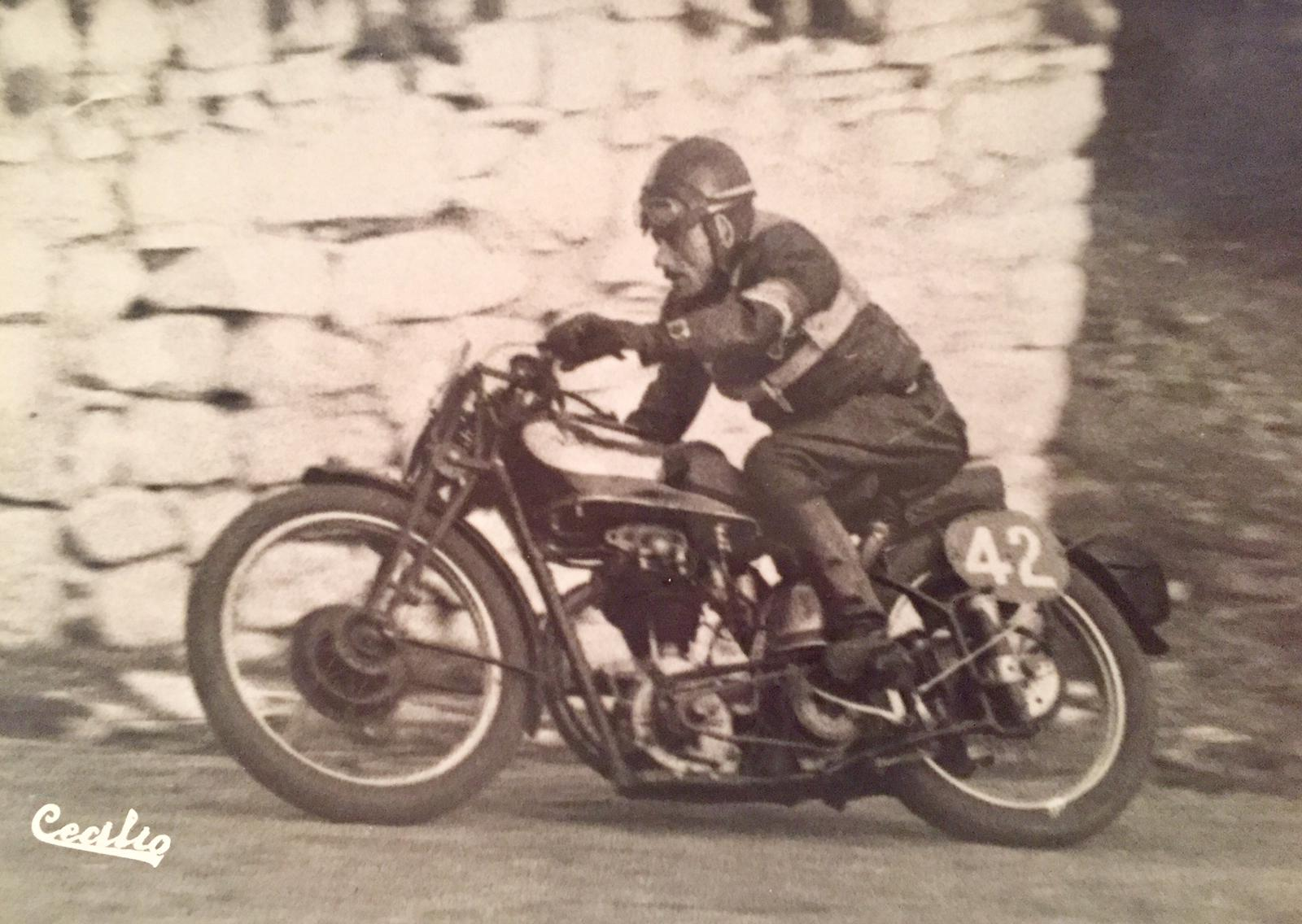
Joan Gili en una cursa
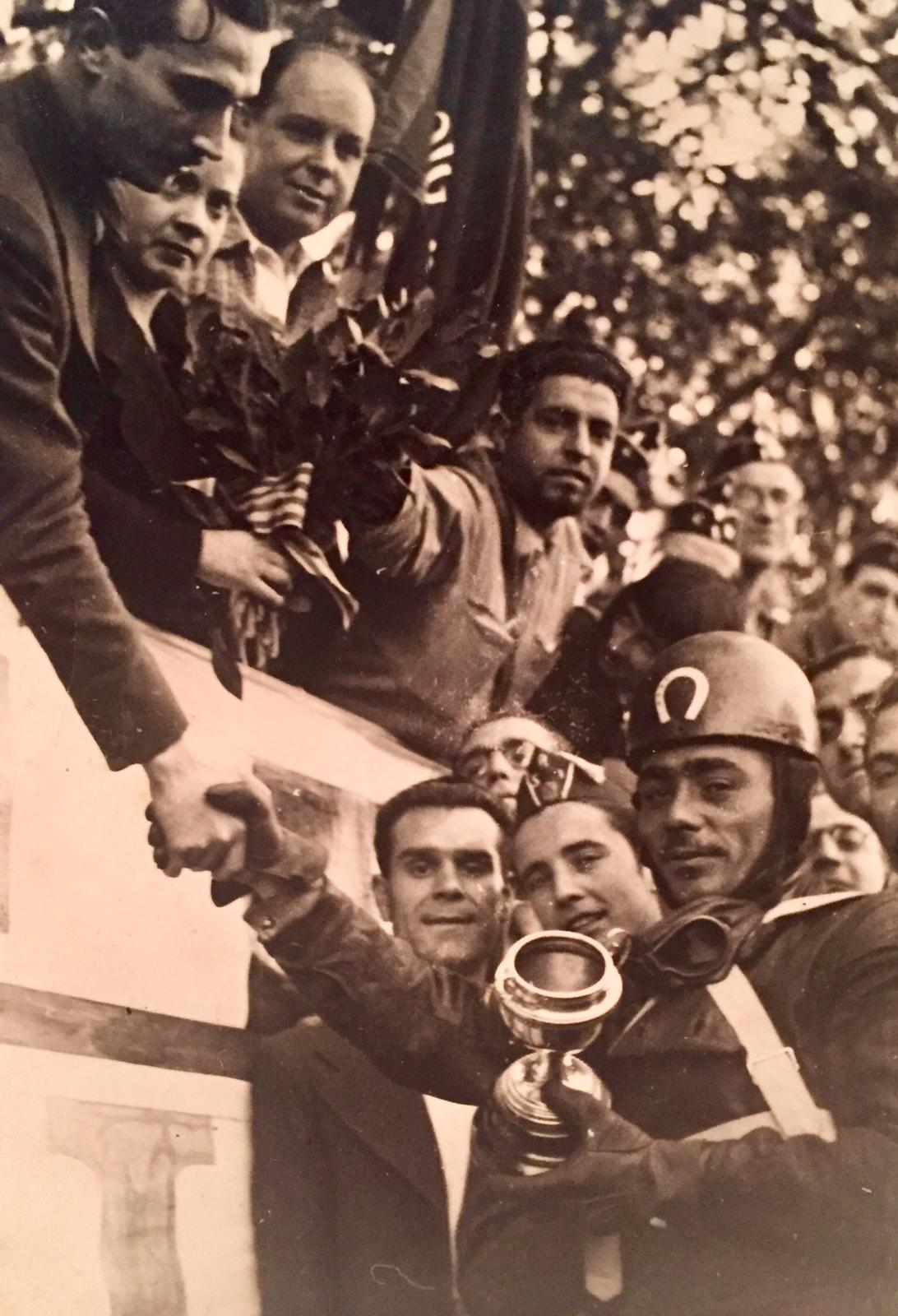
Joan Gili rebent un trofeu
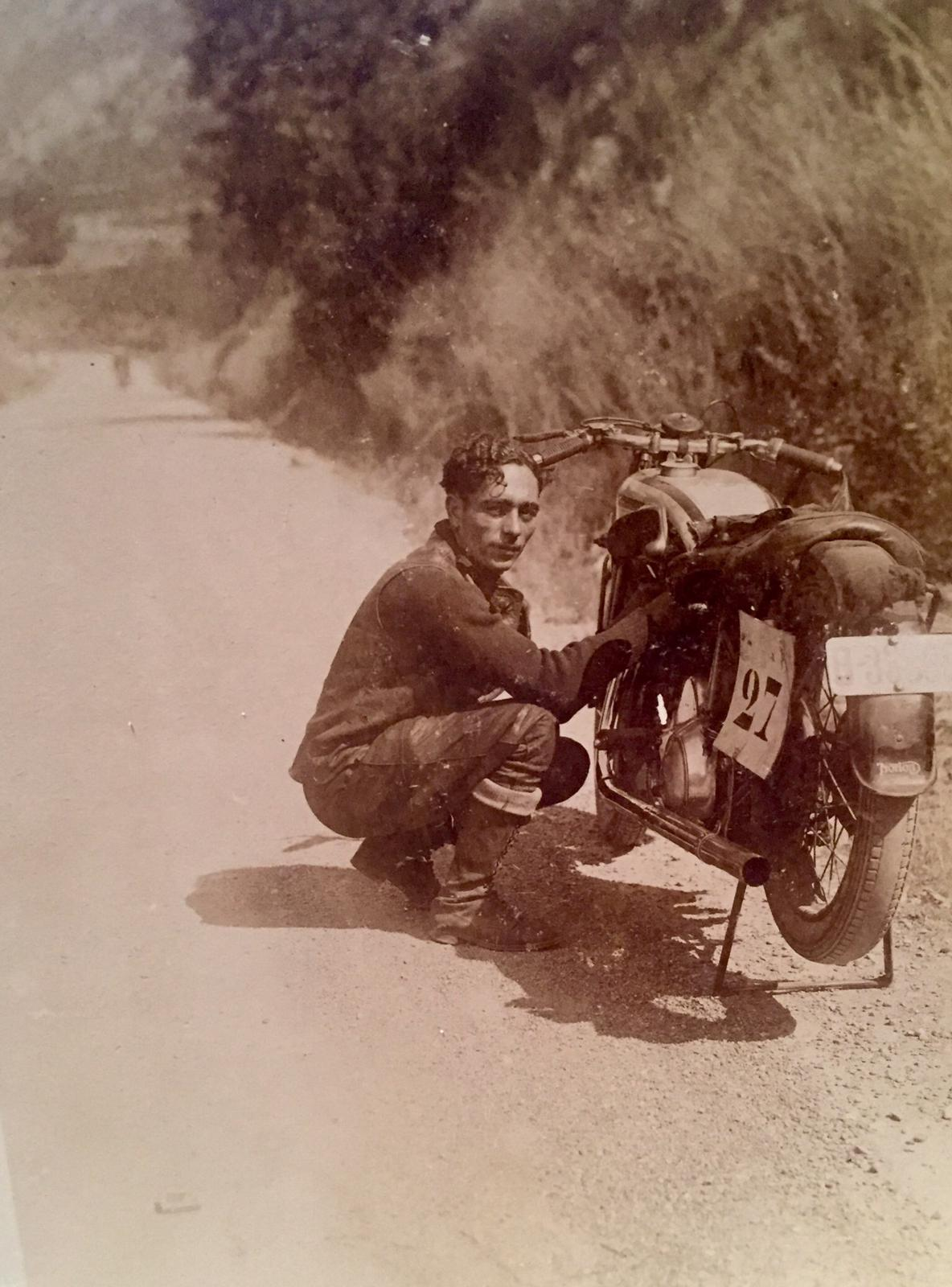
Gili fent el manteniment de la moto